# インドの言語

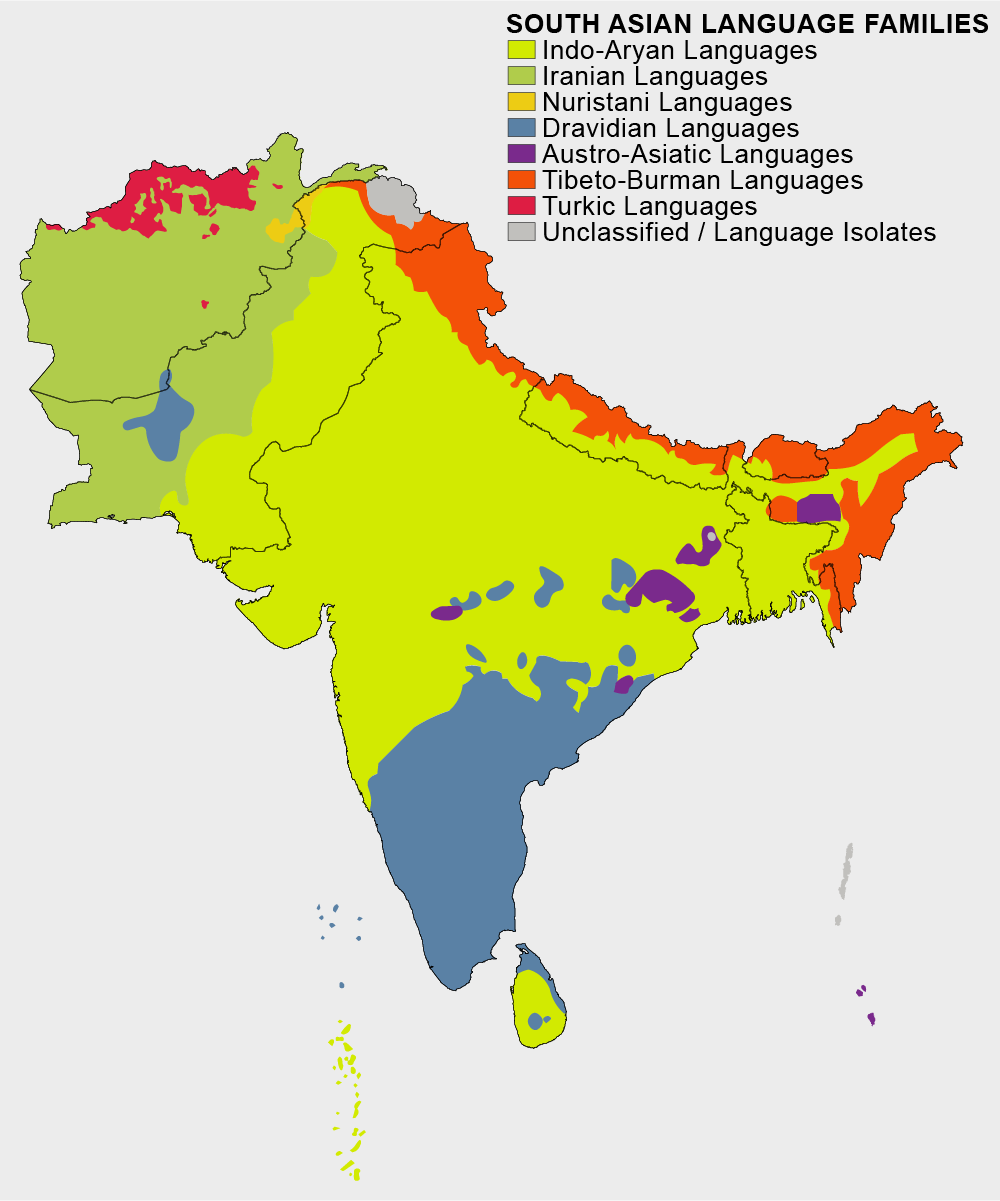
南アジアの言語の分布（緑＝インド・アーリア語派、暗緑＝イラン語派、黄＝ヌーリスターン語派、青＝ドラヴィダ語族、橙＝チベット・ビルマ語族、紫＝オーストロアジア語族）

インドの言語（インドのげんご、ヒンディー語: भारत की भाषाएँ, 英語: Languages of India）とは、インド共和国の広大な版図で使用されている、多彩で豊かな数多くの言語のことである。
インドは、その地に芽生えた、多様なドラヴィダ語と印欧語の諸言語に加えて、中東及びヨーロッパの言葉を取り込んだ言語的豊かさを誇りとしている。世界的な古典語であるサンスクリットのほか、幾つかのインドの言語は、明瞭な個性を持ち、豊かなインド文学の伝統を備えている。

## 公用語
インド憲法の条文（第343条）において「インドにおける連邦政府レベルでの唯一の公用語はデーヴァナーガリー表記のヒンディー語である」と規定されている。また連邦制を独立以来続けているインドでは、ほとんどの場合（東北地方やカシミール地方など例外を除き）「言語州」という考えに基づき、社会・言語的な区分に応じて州の境界線が引かれている。これら各州の州政府は、州内の地方行政と教育に関してそれぞれ自身の裁量で1つ以上の州公用語を決める自由を持っている。その結果、インド国内では現在多数の言語が各地の州公用語として各州の州政府によって制定されている。
その一方で、同憲法においては第8付則に22言語が列挙されている。この22言語の公的位置づけを直接定義するような明確な記述は、この付則に関連する部分（第344条、および第351条）をはじめ、憲法本文にいっさい含まれていない。複数の条文から総合的に判断して「インド政府の後押しによるその言語の文化的発展が望まれる言語」というように解釈される事が多く、いわば「公用語」未満の曖昧な位置付けながら「公的に認定されている言語」の位置づけにとどまっている。この22言語は決して「インドの公用語」というわけではない、という点に注意が必要である。 両者に関連性がない証拠として、一方で22言語に含まれているサンスクリット語やシンディー語などが国内いずれの州・連邦直轄領の公用語にも採用されておらず、他方で第8付則および憲法全文に明記されていないレプチャ語などがシッキム州の州公用語の一つに採用されていることが挙げられる。

## インドの言語の概観
インドには、話者数が少ない多数の小言語もあるが、100万人以上の話者を擁する大言語も存在している。また、印欧語族の言語とドラヴィダ語族の言語に加えて、その他に、多数のチベット・ビルマ語派の言語やオーストロ・アジア語族の言語が話されている。アンダマン諸島で話されているアンダマン諸語は、どの語族とも関連性がわかっていない。
系統的に多様である一方、言語類型論的には、インド・アーリア語派の多くとドラヴィダ語族はともに SOV で、後置詞をもち、形容詞や名詞が修飾する名詞に先行するなど、類似した特徴を持っており、ジョーゼフ・グリーンバーグはこれらの言語を日本語などとともに類型23に含めている。
ヒンディー語を筆頭に、ベンガル語、テルグ語、マラーティー語、タミル語、ウルドゥー語、グジャラート語、マラヤーラム語、カンナダ語、オリヤー語、パンジャーブ語、ビハール語、ラージャスターン語、アッサム語、ビリー語、サンタル語、カシミール語などが、比較的話者人口の多い言語である。ただし、ビハール語やラージャスターン語は複数の言語ともみなせる。ベンガル語は隣接するバングラデシュの公用語でもある。
ヒンディー語はインドの 18％の人々の母語であるが、他方、この言語を話す人口はおよそ 30％に達し、更にヒンディー語を十分理解できる人口は、それ以上の数に及ぶ。ウルドゥー語はインドの隣国パキスタンの「国（家）語」（公用語ではなく）でもある。言語学的には、ヒンディー語とウルドゥー語は同じ言語の2つの標準と言える。両者を含む名称として、しばしばヒンドゥスターニー語という言葉を使う。ヒンディー語とウルドゥー語の違いは大きく2点ある。第一に、ヒンディー語がインド系のデーヴァナーガリーで表記されるのに対して、ウルドゥー語はアラビア文字系のウルドゥー文字で表記される。第二に、ニュースや新聞などで公的な場面において、ヒンディー語がサンスクリットに由来する語彙を使うのに対して、ウルドゥー語はペルシア語及びアラビア語起源の単語に多くの語彙を依拠している。もちろん英語起源の語彙も両言語ともに多く用いられる。この2つの言語の間における差異は、イギリスによる植民地統治から独立運動の時期にかけて高まった「ヒンドゥー」/「ムスリム」という対抗意識の中で政治的に作り上げられていった側面が色濃い。
サンスクリットは、文化的に重要な古典語であり、前述の憲法第8付則言語のひとつでもあるものの、日常の会話などではほとんど使用されていない。
英語は、かつてインドがイギリスの植民地であったため、政府行政機構において準公用語の地位を保持しているが、必ずしもインドで（地理的分布としても、階層的分布としても）「広範に」使用されているとは断定しがたい側面もある。1991年に実施された国勢調査の結果では、当時の調査人口の11％が英語を第一、第二、または第三言語として使用していると回答している。
インドでは多くの言語が今なお存在しており、2013年時点で、インド全土で870ほどの言語があるという調査結果もある。しかし、一方で過去50年間で230の言語が消滅したともされる。

## 系統
- インド・ヨーロッパ語族
  - インド・イラン語派
    - インド・アーリア語派：　主にインド北部に分布。サンスクリットやヒンディー語、シンハラ語など、多数の言語が含まれる。
- ドラヴィダ語族：　タミル語など。インド南部に分布。
- オーストロアジア語族
  - ムンダ語派：　インド東部に分布。
  - カシ語: メーガーラヤ州
  - ニコバル諸語：　ニコバル諸島
- シナ・チベット語族
  - チベット・ビルマ語派：　インド北東部に分布。
- アンダマン諸語：　アンダマン諸島
  - 大アンダマン語族
  - オンガン語族
  - センチネル語
- 孤立した言語
  - クスンダ語
  - ニハリ語
  - アルナーチャルの孤立した言語群（可能性）

## 文字
インドの諸言語のために使われる文字体系は、大別してブラーフミー文字に由来するインド系の文字と、アラビア文字・ペルシア文字に由来する文字に分かれる。インド系の文字には多くの種類があるが、構造的な原理はほとんど同じである。

### インド系文字
インドの文字が有する著しい特徴は、配列と編成の仕方にある。文字をランダムな順序で並べるラテン語アルファベットとは異なり、インドの字母は、音声学的な原理に従って編成されている。（硬口蓋音は実際には破裂音ではなく破擦音）
|          | 無声破裂音 | 無声破裂音 | 有声破裂音 | 有声破裂音 | 鼻音  |
| 無気音   | 帯気音     | 無気音     | 帯気音     |            | 鼻音  |
| 軟口蓋音 | k          | kh         | g          | gh         | ṅ /ŋ/ |
| 硬口蓋音 | c          | ch         | j          | jh         | ñ /ɲ/ |
| そり舌音 | ṭ          | ṭh         | ḍ          | ḍh         | ṇ     |
| 歯音     | t          | th         | d          | dh         | n     |
| 両唇音   | p          | ph         | b          | bh         | m     |

| わたり音と接近音 | y | r | l | v |

| 摩擦音 | ś | ṣ | s | h |

この音韻分類は、目下問題としているすべての言語で守られている。更に、それぞれの言語は、当該言語に固有な音を示すための幾つかの特別な文字を有している。同様に、各言語は、複合音を表す幾つかのシンボルを有している。
母音の一覧は、子音とは別に規定され、以下のように配列される：
a, ā, i, ī, u, ū, r̥ , r̥̄,  l̥ , l̥̄, e, ai, o, au, aṃ, aḥ
このうち、r̥  以下の4文字は、サンスクリットにのみ表れ、母音化（音節主音化）した r/l を表す。
この一覧では、同じ母音の短母音と長母音が対になって表示されている（ a と ā、i と ī など）。最初の「 a 」は、英語の bus の「u」のような音(/ə/)である。日本語の音韻表である五十音で、「あいうえお」という順番になっているのは、このサンスクリットの順序に基づいている。「 aḥ 」はサンスクリットの単語に固有で、苦痛や災難を意味する、duḥkhaḥ の場合のように、音節末に現れる。
これらの文字はサンスクリットの音韻体系にもとづいて決められたため、現代のインドの言語では、音声とつづりの差が大きくなっている。東インドの言語であるベンガル語、オリヤー語、アッサム語では短母音「 a 」がほとんど「 o 」のように発音されている。母音の長短を区別しない言語や、母音が5種類より多い言語も多い。多くの言語では ś と ṣ を区別しない。

### アラビア・ペルシア系の文字
ウルドゥー語は、多くの語彙がアラビア語、ペルシア語に由来しており、文字もアラビア文字から派生したペルシア文字を使っている。しかし、言語としてはヒンディー語にほぼ同じであるため、ヒンドゥスターニー語独特の発音を表すよう変更が加えられた。ほかに、カシミール語などがアラビア・ペルシア系の文字を使っている。イスラム教徒が多くても、ベンガル文字はアラビア・ペルシア系ではなくインド系の文字体系である。

## インドの言語に関する一覧
インドには非常に多数の言語がある。それらのなかで、216言語が、1万人以上の集団で話されている。
- インドの公用語の一覧
- インドの言語の話者数一覧